# Sprachplanung
Sprachplanung ist die bewusste, absichtsvolle und systematische Beeinflussung von Funktion, Struktur oder Aneignung von Sprachen oder Sprachvarietäten innerhalb einer Sprachgemeinschaft, meist als Bestandteil der Sprachpolitik einer Regierung oder politischen Gruppierung. Diese ideologisch und pragmatisch bestimmten politischen Faktoren sind oft stärker sprachprägend als die linguistischen Faktoren der Sprachentwicklung.

## Motive und Ideologie
Sprachplanung wird häufig in ihrer Bedeutung für die nationale Identität und Integrität, ihre Erzeugung, Erhaltung oder Verstärkung gesehen, dabei wird Sprachplanung manchmal mit „Nationsplanung“ gleichgesetzt. Ein moderneres Beispiel für die erfolgreiche Verbindung ist Kroatien, für die sprachpolitischen Anstrengungen auf dem Weg zur Nation die Verfechter eines Kurdenstaates.
Bei der Entstehung der Nationalstaaten im 19. Jahrhundert spielte die Sprache oft die Hauptrolle für das nationale Selbstverständnis und die Abgrenzung von anderen Ländern (in den skandinavischen Ländern auch durch orthografische Eigenheiten), vor allem in überstaatlichen Kulturnationen wie Deutschland.
Nach Cobarrubias unterliegt jeder Sprachplanung im Bereich der Statusplanung einer ideologischen Orientierung:  Er unterscheidet Assimilierung, Sprachen-Pluralismus, Internationalisierung und Regionalisierung, lässt aber weitere Orientierungen offen. Für die Art der Orientierung spiele die politische und kulturelle Elite die Hauptrolle. Neben oder innerhalb ideologischer Faktoren lassen sich auch pragmatische Faktoren bestimmen, wie die Verbesserung und Erleichterung der Kommunikation oder der Spracherlernung.

## Bedeutung
Die Maßnahmen der Sprachplanung kann man mit Einar Haugen und anderen Linguisten nach Auftraggebern und Akteuren, ihrer Legitimationsgrundlage, der Bestimmung des Problems, der Zielsetzung, den Arbeitsfeldern und den Nutznießern der Maßnahmen unterscheiden.

### Auftraggeber und Akteure
Sprachplanung wird oft der Sprachpolitik einer Regierung zugeordnet, sie wird aber auch von NGOs und Individuen betrieben. Akteure sind neben den Politikern und Sprachwissenschaftlern meist Regierungsbeamte, Journalisten und Lehrer.

### Zielsetzungen
Ziele der Sprachplanung sind unter anderem
- die wirtschaftliche Förderung von Minderheiten durch Verbesserung ihrer Kommunikationsmöglichkeiten. Sie wird aber auch kritisch als Mittel zu ihrer politischen Beherrschung betrachtet.[12][13]
- Verschriftlichung einer schriftlosen Sprache: Bantusprachen
- Schaffung einer Standardvarietät: Friesisch, Norwegisch (Nynorsk und Bokmål)
- Ausbau von Dialekten zu eigenständigen Sprachen: Bosnisch (kontrovers)
- Ausbau bzw. Modernisierung einer Sprache zu wissenschaftlichen Zwecken
- Spracherhalt: Rumantsch Grischun, Ladin Dolomitan
- Rettung vom Aussterben bedrohter Sprachen: australische Sprachen
- Sprachwiederbelebung und Neugestaltung: Ivrit
- Wiederherstellung und Betonung des besonderen Charakters einer Sprache: Kroatisch (Archaismen, Regionalismen)
- Entwicklung und Verbreitung einer Plansprache (wie Esperanto)
- Einführung neuer Amtssprachen oder Schulsprachen: Hindi
- Zurückdrängung bisheriger Sprachen oder Verkehrssprachen: Französisch in Algerien
- Sprachreform,[14] etwa eine Rechtschreibreform zur Vereinfachung des Gebrauchs, aber auch Rechtschreibung und Grammatik
- Sprachreinigung (Purismus), um fremde Einflüsse und innere Veränderungsprozesse zu verhindern
- Sprachverbreitung: Versuch, die Zahl der Sprecher auf Kosten einer anderen zu erhöhen
- Lexikalische Modernisierung, etwa durch Aufnahme von Neologismen in den Wortschatz, Beispiel Post- und Bahnvokabular, in Deutschland durch Verwaltungsbeamte geschaffen und per Verwaltungsakt durchgesetzt
- Standardisierung von Fachausdrücken

### Planungsdimensionen
Nach Heinz Kloss unterscheidet man zwischen Korpusplanung und Statusplanung. Robert L. Cooper fügte 1989 noch den Aspekt der Anwendungsplanung hinzu.

#### Korpusplanung
- bezieht sich auf die Struktur, Rechtschreibung, Aussprache und den Wortschatz der Sprache. Dazu kann auch die Festlegung einer Schrift für schriftlose Sprachen gehören.[15] Standardisierung von Sprachen kann als Teil der Korpusplanung aufgefasst werden.

#### Statusplanung
- Statusplanung soll die Rolle der Sprache in einer Gesellschaft fördern, für die Verwendung etwa als Unterrichtssprache sorgen. Dies schließt neben den sprachwissenschaftlichen vor allem soziologische und politikwissenschaftliche Aspekte ein.[16] Der Status betrifft auch das Prestige der geförderten Sprache gegenüber anderen stigmatisierten oder abgewerteten Sprachformen.[17]  Die Statuszuweisung erfolgt nach vier Kriterien, die 1968 von Heinz Kloss und William Stewart beschrieben wurden: Ursprung, Standardisierung, rechtlicher Status und Vitalität.
  - Ursprung der Sprache – ursprünglich oder von außen eingeführt
  - Grad der Standardisierung
  - Rechtlicher Status
    - einzige Amtssprache (Französisch in Frankreich)
    - eine der gleichberechtigten Amtssprachen (Englisch und Afrikaans in Südafrika)
    - regionale Amtssprache (Baskisch, Galicisch, Katalanisch im heutigen Spanien, Igbo in Nigeria)
    - für besondere Zwecke und bei besonderen Gelegenheiten geförderte Sprache, die aber nicht Amtssprache ist (Spanisch in New Mexico)
    - tolerierte Sprache, anerkannt, aber unbeachtet (Indianersprachen in den USA)
    - Verbotene, abgelehnte oder eingeschränkte Sprache (Baskisch, Galicisch, Katalanisch zur Zeit der Franco-Herrschaft)

  - Vitalität im Sinne des Anteils aktiver Sprecher an der Gesamtbevölkerung.[12] Kloss und Stewart unterscheiden dabei 5 Vitalitätsklassen.

William Stewart stellt 10 Bereiche der Anwendung dar:
1. amtlich, manchmal in der Verfassung festgeschrieben
2. regional beschränkt, wie Französisch in Quebec
3. grenzüberschreitend, in mehreren Ländern gebraucht (Deutsch)
4. international für bestimmte kommunikative Zwecke benutzt, wie Englisch, früher Französisch als diplomatische und internationale Sprache
5. hauptstädtisch, wie etwa Niederländisch und Französisch in Brüssel
6. gruppenbezogen je nach Ethnie oder Kultur (Hebräisch, Jiddisch)
7. im Bildungssystem als Unterrichtssprache üblich (Urdu in Westpakistan und Bengalisch in Ostpakistan)
8. als Schulfach eingeführt (Latein)
9. literarisch oder wissenschaftlich gebraucht
10. religiös für rituelle Zwecke, wie Arabisch für das Lesen des Qur'an

Robert Cooper ergänzte drei Unterarten der offiziellen Funktion: rechtlich vorgeschriebene Sprache, Sprache der alltäglichen politischen Arbeit und symbolische Sprachformen, die den Staat repräsentieren. Außerdem unterscheidet er zwei funktionelle Bereiche:
1. massenmedial gebrauchte Sprache
2. Sprache am Arbeitsplatz

#### Anwendungsplanung
- Anwendungsplanung oder Spracherwerbsplanung soll sicherstellen, dass die Anwender der Sprache diese auch akzeptieren und positiv bewerten.[20]

## Beispiele

### Konfuzius
Konfuzius hielt die Sprachplanung für die wichtigste politische Aufgabe einer Regierung. Als er gefragt wurde, was seine erste Maßnahme als Herrscher wäre, antwortete er, er würde als erstes die Bedeutung der Wörter richtigstellen.

### Karolingische Bildungsreform
Ein Beispiel aus dem Frühmittelalter ist die gesteuerte Beeinflussung von Wortschatz und Syntax des Althochdeutschen in der karolingischen Bildungsreform, die aufgrund kaiserlicher Kapitularien hauptsächlich in den Reichsklöstern durch Ausbildung der Prediger und Kleriker umgesetzt wurden, die zur kulturellen und politischen Elite des politischen Verbands des HRR wurden. Ziel war vor allem die einheitliche und klare Vermittlung der Grundlagen des christlichen Glaubens und des christlichen Staatsverständnisses zur Abwehr gegensätzlicher religiöser und politischer Kräfte. Mittel waren die Überarbeitung von kulturell grundlegenden Texten und eine neue Kultur des Lesens.

#### Sprachen in Entwicklungs- und Schwellenländern
Beispiele für erfolgreiche Sprachplanung und Standardisierung sind Sprachen der Dritten Welt wie Swahili und Indonesisch.

### Fiktion
Neusprech ist ein fiktives Beispiel einer aus ideologischen Motiven umgestalteten Sprachform zur Kontrolle von Kommunikation und Denken. Sie ist Teil eines totalitären Herrschaftssystems, das von George Orwell in seinem Roman 1984 dargestellt wird.

## Fachzeitschriften
- Current Issues in Language Planning (Routledge) Home page
- Language Policy (Springer) Home page
- Language Problems and Language Planning. Home page